# Península de Langness
 Coordenadas : formato inválido
A Península de Langness (em manês:  Langlish) é uma península no sudoeste da Ilha de Man, Reino Unido. Fica perto de Castletown, na paróquia de Malew.

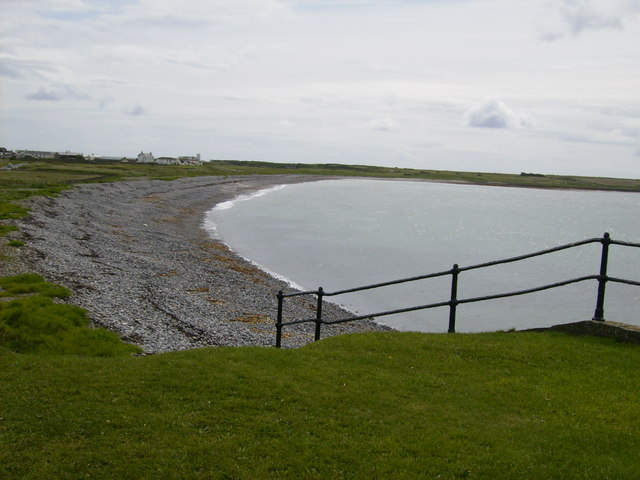
Início da península de Langness ao nível de Derbyhaven.

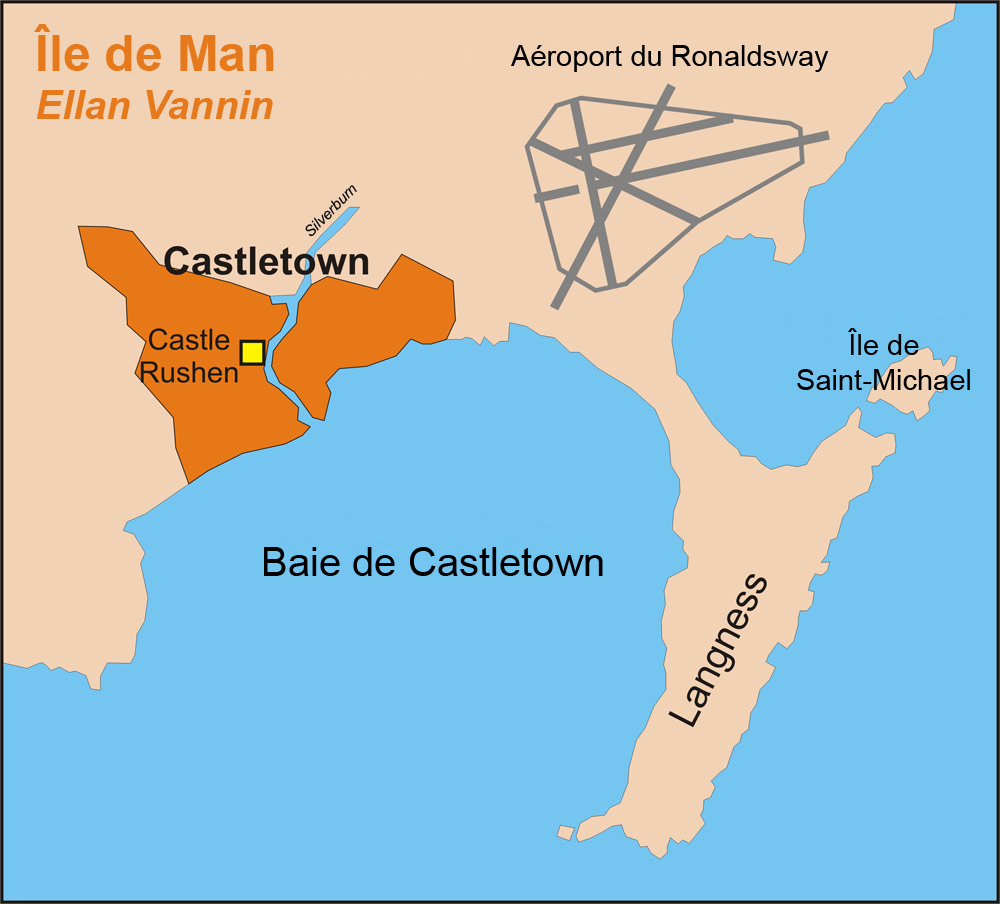
Carta da península de Langness, da ilha Saint-Michael, do aeroporto de Ronaldsway e de Castletown

É uma antiga ilha hoje ligada à ilha de Man por um tômbolo onde se situa a aldeia de Derbyhaven. Dreswick Point, o extremo sul da península, constitui o extremo sudeste da ilha de Man, enquanto a pequena ilha de Saint Michael está ligada a Langness por um  causeway.
A península é ocupada por um hotel e um campo de golfe, sede de campeonatos internacionais da modalidade. O aeroporto de Ronaldsway situa-se na estrada que liga a península ao resto da ilha de Man. Há ainda um farol com 23 metros de altura, construído em 1880 pelos arquitetos David e Thomas Stevenson.